# Jeon Hae-Sup
Jeon Hae-Sup, född den 15 februari 1952, är en sydkoreansk brottare som tog OS-brons i flugviktsbrottning i fristilsklassen 1976 i Montréal. 